# Samsung Galaxy W
Samsung Galaxy W (GT-i8150) – model telefonu komórkowego typu smartfon, zaprojektowany i produkowany przez firmę Samsung. Urządzenie należy do serii Galaxy.

## Nazwa
Model i8150 nazwany został zgodnie z nowym systemem nazewnictwa smartfonów Samsunga, zgodnie z którym, modele z literą "W" w nazwie należą do segmentu wysokiego.

## Opis

### Procesor i grafika
Galaxy W bazuje na systemie SOC amerykańskiej firmy Qualcomm. Jest to model z linii Snapdragon S2, o oznaczeniu MSM8255T. Pracuje on z taktowaniem 1,4 GHz i jest wykonany w technologii 45 nm.
Układem graficznym tego modelu jest GPU Adreno 205.
Ten sam układ znajduje się telefonie i9001 Galaxy S Plus.

### Wyświetlacz

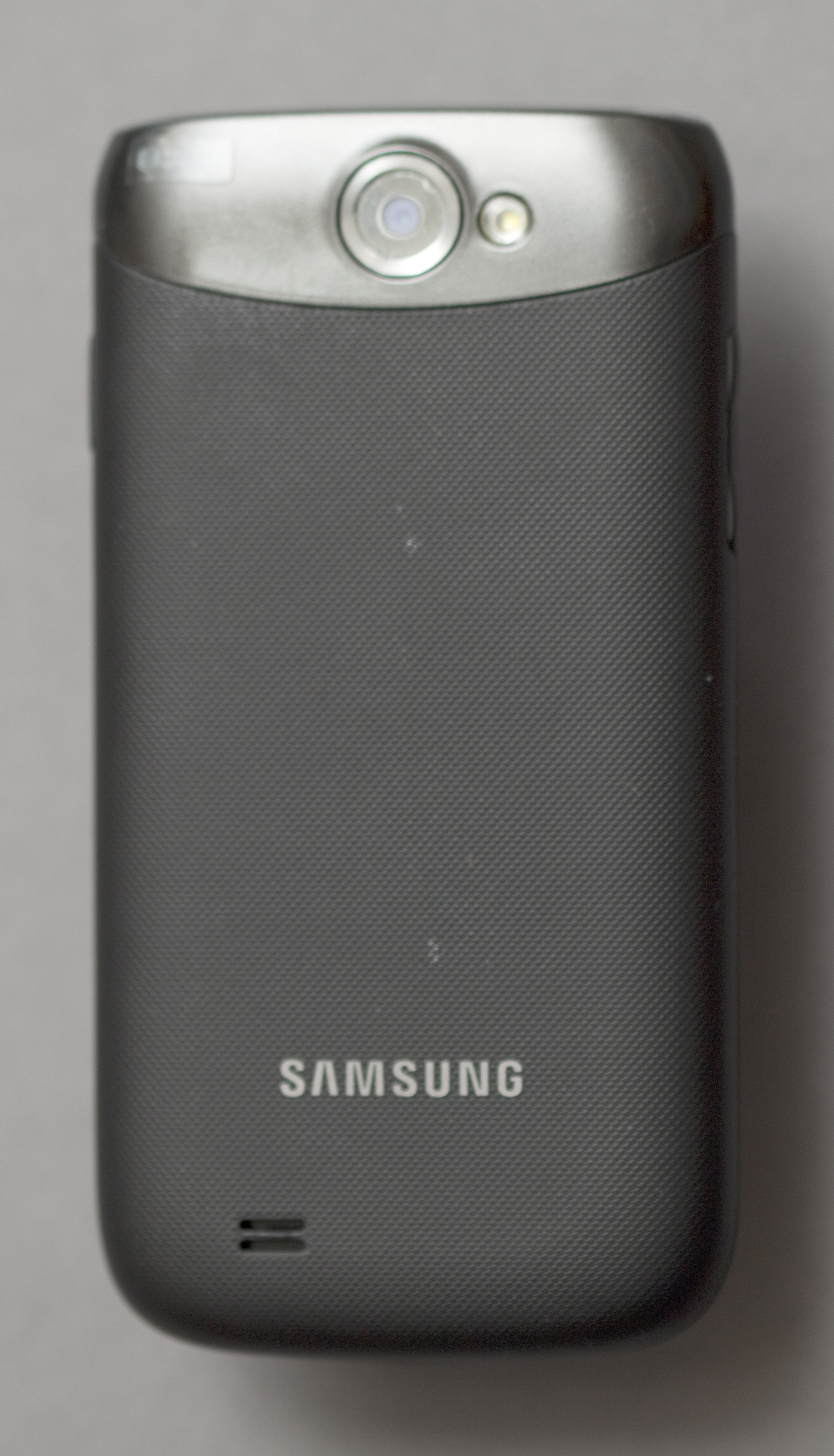
Tył Galaxy W

Model GT-i8150 wyposażony został w dotykowy ekran pojemnościowy, o przekątnej 3,7" (9,4 cm), wykonany w technologii LCD TFT. Jest to wyświetlacz typu Multi-Touch o gęstości około 252 pikseli na cal. Ekran wyświetla 16777216 kolorów.

### Pamięć
Telefon posiada 2 lub 4 gigabajty pamięci wbudowanej, którą można rozbudować za pomocą karty microSD lub microSDHC o pojemności do 32 GB. Galaxy W ma także 512 MB pamięci RAM (Mobile DDR).

### Aparat
Galaxy W wyposażony jest w dwa aparaty. Główny, o rozdzielczości 5 megapikseli, może nagrywać filmy w standardzie 720p (1280 × 720). Drugi to kamera do rozmów wideo, o rozdzielczości 0,3 megapiksela. Obok obiektywu głównego aparatu wbudowano lampę błyskową.

### Komunikacja
I8150 posiada wbudowany port micro-USB typu 2.0, złącze słuchawkowe (mini Jack). Telefon komunikuje się także za pomocą WiFi o standardach b/g/n oraz Bluetooth w wersji 3.0.

### System
Telefon bazuje na systemie operacyjnym Google Android w wersji 2.3 Gingerbread. Samsung wyposażył Galaxy W także w interfejs TouchWiz 4.0.

## Modele podobne
Bardzo podobnym urządzeniem do Galaxy W jest ulepszona wersja modelu I9000 - Galaxy S Plus i9001. Ma on zbliżoną specyfikację (procesor 1,4 GHz, aparat 5 MPx, 512 MB RAM), jednak wyposażono go w lepszy ekran - 4" Super AMOLED o rozdzielczości 480x800 pikseli.